# 金粒餐
金粒餐，又叫做黄金餐，是中国网络谣言，大致内容为“日本有着以少女粪便为原料的高级食品”，并附有经修改的图片，现已被辟谣。